# Эвангелизмос (больница)
«Эвангелизмо́с» (греч. Γενικό Νοσοκομείο Αθηνών «Ο Ευαγγελισμός» — Благовещение) — крупнейшая государственная больница общего профиля в центре Афин, столице Греции, у южного подножья горы Ликавитос. Инициатором её строительства была внучка российского императора Николая I, великая княжна Ольга Константиновна, жена короля Георга I. Число коек — 943.
В 2012 году больница «Эвангелизмос» взаимосвязана под единым управлением с Афинской клиникой глазных болезней (Οφθαλμιατρείο Αθηνών), организованной в 1843 году, и афинской больницей общего профиля «Поликлиники» (Πολυκλινική), организованной в 1903 году братьями Андреасом Аливизатосом и профессором хирургии Афинского университета Николаосом Аливизатосом (1876–1945). Управлял больницей «Поликлиники» также профессор канонического права Афинского университета Амилкас Аливизатос (1887–1969).

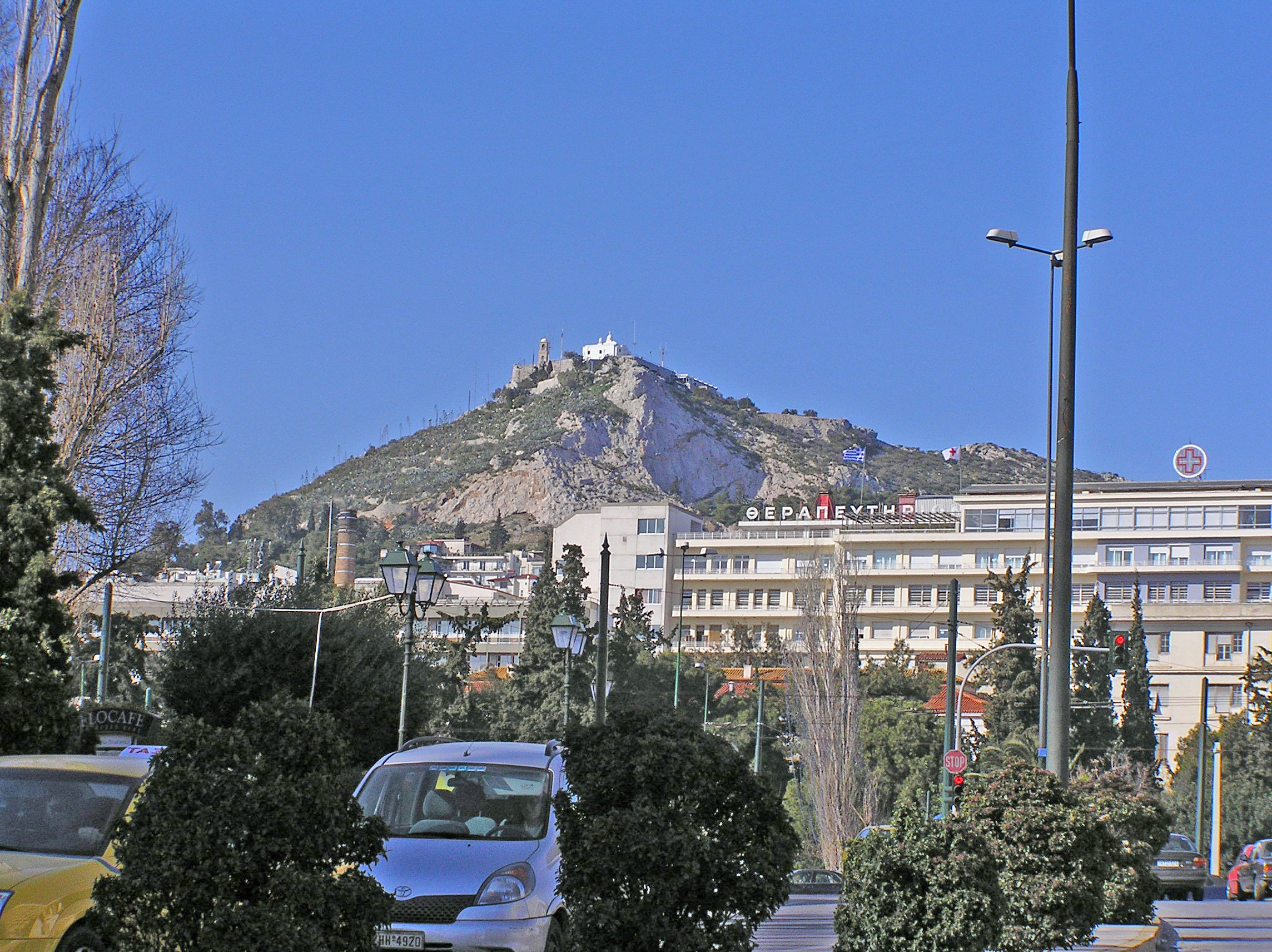
Вид на больницу «Эвангелизмос»

## История

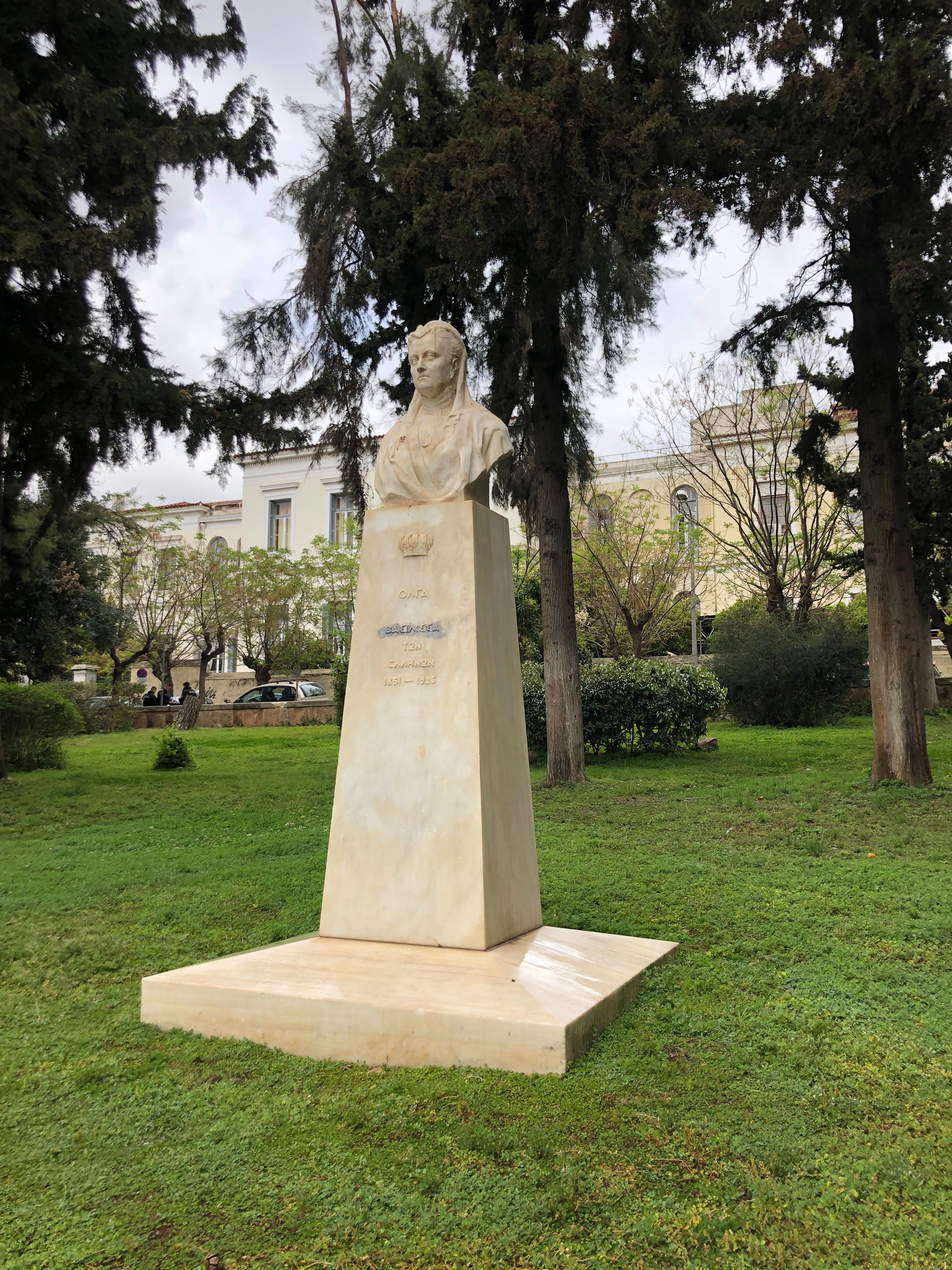
Бюст Ольги Константиновны у больницы «Эвангелизмос» (1938, скульптор Георгиос Димитриадис)

Больница «Эвангелизмос» берёт начало от «Ассоциации дам за образование женщин», созданной в 1872 году и состоящей из 62 дам, представительниц средних и высших слоев общества Афин, которая ставила своей задачей просветительскую и образовательную деятельность. Ассоциация находилась под покровительством Ольги Константиновны. Одной из целей Ассоциации была подготовка медсестёр.
В 1875 году под покровительством Ольги Константиновны открыта больничная школа («Νοσοκομικόν Παιδευτήριον»), в которой медсёстры обучались сестринскому делу. Как только больничная школа заработала, оказалось, что необходима больница.
В 1876 году митрополит Афинский Прокопий (Георгиадис) создал комитет для создания больницы, в который вошли профессор Афинского университета Георгиос Маккас, политики Леон Мелас и Маркос Рениерис, директор Школы изобразительного искусства (будущего Политехнического института) Анастасиос Теофилас (Αναστάσιος Θεοφιλάς; 1827—1901). В 1880 году началась всенародная подписка (сбор средств). Андреас Сингрос пожертвовал 125 тыс. драхм.
Участок площадью 23 стреммы (2,3 га) для строительства больницы уступил мужской монастырь Бесплотных Сил Петраки.
Архитектурный проект создал Герасимос Метаксас (Γεράσιμος Μεταξάς).
25 марта 1881 года король Георг I заложил первый камень в фундамент будущей больницы.
25 марта 1884 года прошла торжественная церемония открытия больницы. Её освятил митрополит Афинский Прокопий (Георгиадис). Больница отвечала последним требованиям тогдашней медицины.
Больницу возглавил совет дам под руководством президента Ифигении Сингру, супруги Андреаса Сингроса. В совет входила Александра Папудова (Αλεξάνδρα Παππούδωφ), представительница семьи купцов, прежде торговавших зерном в Одессе. Также членом совета была Ирини Мавроммати (Ειρήνη Μαυρομμάτη), жена судьи Спиридона Мавромматиса, Ирини Ревелаки (Ειρήνη Ρεβελάκη), жена Потитоса Ревелакиса (Ποθητός Ρεβελάκης), депутата парламента от округа Кея-Серифос, Элени Маврокордату (Ελένη Μαυροκορδάτου, в девичестве — Балш, румынка по происхождению), жена депутата, министра и посла Николаоса Маврокордатоса, София Далла (Σοφία Δάλλα) и Варвара Рейнек (Βαρβάρα Ράινεκ).
Первоначально больница состояла из двух отделений на 48 коек. Заведующим лечебным отделением стал Николаос Маккас, а хирургическим — Иулиос Галванис. Первого пациента — ребёнка 10 лет больница приняла 16 апреля 1884 года. Больница преимущественно лечила женщин и детей.
В 1903 году начали действовать первые амбулатории: лечебная, хирургическая и гинекологическая.
В больнице «Эвангелизмос» селили русских военных и членов их семей после Крымской эвакуации 1920 года. Особая заслуга в этом была С. И. Демидовой, жены бывшего российского посланника Е. П. Демидова, возглавлявшей представительство «Российского общества Красного Креста» (РОКК). Русских эмигрантов приняло греческое правительство по ходатайству вдовствующей королевы Ольги Константиновны и просьбе П. Н. Врангеля.
22 октября 1938 года, по инициативе мэра Афин Костаса Кодзиаса, перед больницей был открыт бюст Ольги Константиновны работы скульптора Георгиоса Димитриадиса.
5 апреля 1950 года открыто новое 7-этажное крыло, строительство которого началось в 1939 году и на завершение которого организация греческой диаспоры США — Американо-греческий прогрессивный просветительский союз (AHEPA) — пожертвовала около 630 тыс. долларов США. Число коек увеличилось до 1000. В 1964 году число коек увеличено до 1200 за счёт надстройки крыла AHEPA, которое стало 11-этажным.
В 1951 году начало работать отделение нейрохирургии под руководством Василиоса Грипонисиотиса (Βασίλειος Γριπονησιώτης; 1910—1993).
18 июля 1977 года открыто новое крыло на 250 коек, на которое судовладелец Иоаннис Патерас (Ιωάννης Δ. Πατέρας) пожертвовал 5 млн долларов США.
От больницы получила название станция «синей» линии 3 Афинского метрополитена «Эвангелизмос», открытая в 2000 году.

## Храм при больнице «Эвангелизмос»
25 марта 1912 года при больнице «Эвангелизмос» был заложен и в 1913 году начал функционировать храм, освящённый в честь Благовещения Пресвятой Богородицы.
В храме при больнице «Эвангелизмос» под именем отца Димитрия с 1937 года служил Дэвид Бальфур. Дэвид Бальфур был английским католиком, принявшим православие и ставшим монахом на Афоне. В храме при больнице «Эвангелизмос» он сблизился с королём Георгом II, высокопоставленными военными и политиками. Отец Димитрий покинул Афины перед тем, как 27 апреля 1941 немецкие войска заняли столицу. Вернулся в Афины после Освобождения в 1944 году как секретарь британского посольства при греческом правительстве.
В годы оккупации в храме при больнице «Эвангелизмос» служил будущий архиепископ Афинский и всея Эллады (1967—1973) Иероним, которого определил туда незадолго до своего изгнания архиепископ Афинский Хрисанф.